# Microprofessor II

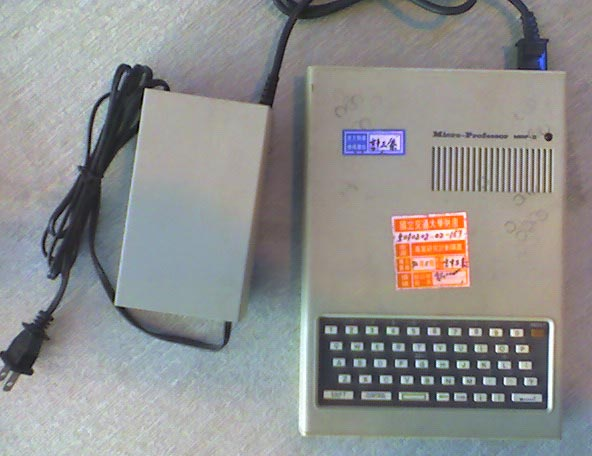
El Microprofessor II.

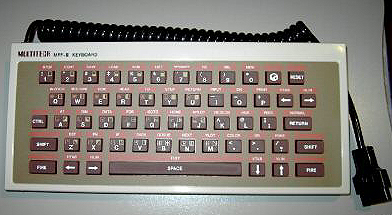
Teclat extern del Microprofessor II.

El Microprofessor II (MPF II), introduït el 1982, era la segona marca d'ordinador produïda per Acer, llavors conegut com a Multitech, i també un dels primers clons d'Apple. No es veia com la majoria dels altres ordinadors. La carcassa del MPF II era una peça rectangular llarga i aplanada amb un petit teclat chiclet a la part baixa.
El 1983, el Microprofessor II es va vendre al detall al Regne Unit per £269,00. A Espanya el 1984 tenia un preu de venda al públic de 62.500 ptes (impostos inclosos). El preu per la interfície de disc i una unitat de simple cara era de 44.800 ptes (impostos inclosos).
Una característica clau del MPF II era el seu Chinese BASIC (BASIC xinès), una versió del BASIC localitzat en llenguatge xinès basat en el Applesoft BASIC.
A causa d'algunes funcions addicionals, el MPF II no era totalment compatible amb l'Apple II. Multitech havia escrit alguns codis addicionals per a ell. De fet, el MPF II no tenia la manera de text d'Apple II. Tot el text era dibuixat a la pantalla per mitjà de programari en lloc de ser generat per maquinari. Aquesta era l'única manera rendible de generar el text xinès a la pantalla en un temps en què un generador de caràcters xinesos basat en maquinari podia costar centenars de dòlars nord-americans.

## Informació tècnica
- CPU: MOS Technology 6502
- Freqüència del rellotge: 1 MHz
- RAM: 64 KB
- ROM: 16 KB (dels quals l'interpretador BASIC ocupava 12 kB.)
- Modes de text: 40×24
- Modes gràfics : 280×192
- Colors: 8 colors
- So: 1 canal de so
- Perifèrics teclat de mida completa de 55 tecles, unitat de disc flotant, impressores tèrmica i de matriu de punts, Joystick.
- Font d'alimentació: Font d'alimentació externa de 5,12 V.